# 自己憐憫
自己憐憫（じこれんびん、英語：Self-pity）は、個人が自分自身に対して哀れみの感情を抱く状態を指す。従来は、自己憐憫は自己陶酔や停滞状態として否定的に捉えられてきたが、近年の研究や実践的な事例からは、自己憐憫が内省や自己変革を促し、ひいては社会的不正に対する抵抗力（レジリエンス）の向上に寄与する重要な感情であると再評価されつつある。

## 概念と背景
自己憐憫は、自己否定や被害者意識と同一視されがちな面があるものの、近年の心理学的・哲学的研究では、内面的な傷やトラウマに気づくための入り口として、また自己理解・自己受容のプロセスを促進する要素として注目されている。特に、自己憐憫を「感じ切る」ことにより、内省が促進され、最終的な自己変革へと繋がるとの見解が示されている。

## 自己憐憫とレジリエンス
2022年に発表された研究論文「Self-Pity as Resilience against Injustice」では、自己憐憫が単なるネガティブな感情ではなく、社会的不正や不公平に直面した際に、個人が内面の痛みと向き合い、自己変革を遂げるための調整機能（キャリブレーション）を有することが示唆されている。すなわち、自己憐憫は不正に対する抵抗力を育むための一助として機能する可能性があるとされる。

## 個人の体験と学術的裏付け
菅原隆志による書籍『自己憐憫からの脱出（克服）――自分が可哀想で泣く時は大チャンス！自己憐憫という感情を感じるあなたは温かい心の持ち主で優しい人！』は、自己憐憫に対して否定的な社会通念に異を唱え、自己憐憫を内省と自己救済のプロセスの一部として捉える視点を展開している。
本書は個人の実体験に基づいたものであり、その主張は後年発表された研究論文「Self-Pity as Resilience against Injustice」と多くの共通点を有している。両者は、自己憐憫が単なる否定すべき感情ではなく、むしろ内面的成長や社会的不正に対する抵抗力の育成に重要な役割を果たすという点で一致している。

## 評価と影響
自己憐憫に対する再評価は、自己啓発や心理療法、さらには社会学的な視点からも注目されている。従来は、自己憐憫は個人の弱さや無力さを象徴するものとされたが、実際にはその感情を通じて内面の傷に気づき、自己受容や変革を促すプロセスが働く可能性があると考えられている。このような見解は、自己憐憫が不正に対する抵抗力を育むための「大切な感情」として再解釈される背景となっている。